# Block Peak
Block Peak ist ein 2770 m hoher Berggipfel, der rund 6,5 Kilometer nordwestlich des Mauger-Nunatak in den Grosvenor Mountains aufragt. 
Der US-amerikanischen Polarforscher Richard Evelyn Byrd entdeckte ihn während des Fluges zum Südpol am 29. November 1929 im Rahmen seiner ersten Antarktisexpedition (1928–1930) und benannte ihn nach William Block (1915–2005), Sohn von Paul Block Sr. (1875–1941), einem Schirmherrn der Expedition.